# 1140e régiment d'artillerie de la Garde
Le 1140e régiment d'artillerie de la Garde (en russe : 1140-й гвардейский артиллерийский полк, abrégé en russe : 1140 гв. ап), de son nom complet le 1140e régiment d'artillerie de la Garde de l'ordre du Drapeau Rouge en double (en russe : 1140-й гвардейский артиллерийский дважды Краснознамённый полк), est un régiment des troupes aéroportées russes (n° d'unité 45377), qui fait partie de la 76e division d'assaut aéroporté de la Garde basée à Pskov, dans le district militaire ouest.

## Historique
L'historique du régiment débute le 17 novembre 1918, lorsque le 22e régiment d'artillerie est formé sur la base d'un divizion d'obusiers lourds de la 22e division de fusiliers « Krasnodar ». En 1919, le régiment est rebaptisé 246e régiment d'artillerie. Ce jour est considéré comme le jour anniversaire de l'unité.
Le régiment participe activement à la guerre civile russe. De l'automne 1918 à l'automne 1919, le régiment combat avec les cosaques blancs de l'Oural, et de l'automne 1919 à l'automne 1920, opère dans la zone du Don, où, dans le cadre de la formation, il libère la ville d'Ekaterinodar, puis défend la côte de la  mer d'Azov et de la mer Noire.
Pendant la Grande Guerre patriotique, le régiment participe à la défense d'Odessa, à l'offensive de Crimée, à la bataille de Stalingrad, ainsi qu'à la libération de l'Ukraine. Et en 1943, le 422e régiment d'artillerie d'obusiers est rebaptisé 154e régiment d'artillerie de la 76e division de fusiliers de la Garde.
Pour l'exécution exemplaire des missions de commandement lors de la prise de la ville de Toruń, le régiment reçoit l'ordre du Drapeau rouge le 5 mai 1945.
En 1946, le 154e régiment d'artillerie de canons de la  Garde est réorganisé en 154e régiment d'artillerie. En 1962, sur la base des 1re, 2e et 3e batteries, le 1140e régiment d'artillerie de la Garde est formé.
Le 23 février 1968, le régiment reçoit un second ordre du Drapeau rouge pour ses services rendus à la défense de l'URSS et ses succès dans l'entraînement au combat. En 1967, les unités du régiment participent à de nombreux exercices.
Le régiment reçoit également le fanion du ministre de la Défense de l'URSS avec la mention : « Pour le courage et les prouesses militaires ».
En 1995-1996, ses soldats participent à la première et à la seconde guerre de Tchétchénie.
C'est aujourd'hui l'un des plus anciens régiments d'artillerie des forces aéroportées.